# Elaphoglossum spathulatum
Elaphoglossum spathulatum är en träjonväxtart som först beskrevs av Jean Baptiste Bory de Saint-Vincent, och fick sitt nu gällande namn av Moore. Elaphoglossum spathulatum ingår i släktet Elaphoglossum och familjen Dryopteridaceae. Inga underarter finns listade.